# بندياكة صوفية
البندياكة الصوفية (الاسم العلمي:Pandiaka lanuginosa) هي نوع من النبات تتبع جنس البندياكة من الفصيلة القطيفية.